# Château Mermoz
Le château Mermoz est une demeure bourgeoise du XVIIIe siècle située à Rocquigny.

## Histoire
Achetée par Jean Mermoz en 1934 pour le logement de sa mère, Gabrielle Gillet, la demeure du XVIIIe siècle est depuis 2008 propriété communale et est sélectionnée en 2024 comme projet emblématique de la 7e édition du loto du patrimoine.

## Description
La bâtisse en faite de briques rouges. Elle s'élève sur trois niveaux et comporte quatre grandes cheminées. Le domaine comporte des dépendances et un parc de trois hectares.